# Plataforma Pro Seleccions Esportives Catalanes
La Plataforma Pro Seleccions Esportives Catalanes és una associació sense ànim de lucre que va néixer el 5 de maig de 1998 amb l'objectiu d'aconseguir el reconeixement internacional de les Seleccions esportives catalanes.
La primera de les activitats destacades va ser la recollida de signatures entre els ciutadans per aconseguir, a través d'una iniciativa legislativa popular, que el Parlament de Catalunya modifiqués la llei de l'esport de manera que apropés les federacions catalanes al reconeixement internacional definitiu.
La campanya va acabar amb més de mig milió de suports, i la llei es va canviar. Després van venir uns quants anys de calma per a la Plataforma.
En veure que les coses no han avançat com el poble de Catalunya havia demanat -segons la mateixa plataforma per inoperància dels polítics catalans- l'any 2005 la plataforma va decidir recuperar el seu rol a favor de les seleccions catalanes, amb la voluntat de reactivar la reivindicació popular del dret de les federacions catalanes al reconeixement de les respectives federacions internacionals.
Amb Xavier Vinyals com a nou president (en substitució de Jaume Llauradó) i una nova junta directiva, formada per professionals de molts àmbits compromesos amb l'esport català, la plataforma va iniciar una nova etapa que incloïa una nova seu social, la descentralització de la plataforma a partir de delegacions territorials a Girona, Tarragona, Lleida i Terres de l'Ebre i noves col·laboracions amb els mitjans de comunicació.

## Selecciona't
Selecciona't és la revista oficial de la Plataforma Pro Seleccions Esportives Catalanes i té com a finalitat la promoció de les seleccions esportives catalanes. Té una periodicitat mensual i la reben tots els col·laboradors de la Plataforma així com les federacions, clubs esportius, ajuntaments, biblioteques i personalitats del país. Tanmateix, també es pot descarregar gratuïtament de la seva web. El primer exemplar de la revista va aparèixer el desembre de 2006, però no va ser fins al març de 2007 que va sortir a la llum el número 1, que donava inici a la tirada regular. Anteriorment, s'havia col·laborat durant molt de temps amb la revista "Catalunya Sport" fent difusió dels esdeveniments de les seleccions catalanes.